# Episyrphus stuckenbergi
Episyrphus stuckenbergi är en tvåvingeart som först beskrevs av Doesburg 1957.  Episyrphus stuckenbergi ingår i släktet flyttblomflugor, och familjen blomflugor.
Artens utbredningsområde är Madagaskar. Inga underarter finns listade i Catalogue of Life.